# Tero Taipale
Pour les articles homonymes, voir Taipale.
Tero Taipale est un footballeur finlandais, né le 14 décembre 1972 à Laihia en Finlande. Il évolue comme milieu gauche.

## Palmarès
MyPa-47
- Championnat de Finlande
  - Champion (1) : 2005
- Coupe de Finlande
  - Vainqueur (1) : 2004